# Vaxnemertin
Vaxnemertin (Nemertopsis flavida) är en djurart som tillhör fylumet slemmaskar, och som först beskrevs av McIntosh 1873/74. Enligt Catalogue of Life ingår Vaxnemertin i släktet Nemertopsis och familjen Emplectonematidae, men enligt Dyntaxa är tillhörigheten istället släktet Nemertopsis, och ordningen Hoplonemertea. Arten är reproducerande i Sverige. Inga underarter finns listade i Catalogue of Life.